# Sant Sadurní de l'Heura
Sant Sadurní de l'Heura és un poble del Baix Empordà que des del 1973 forma part del municipi de Cruïlles, Monells i Sant Sadurní de l'Heura. Abans havia estat un municipi independent. El cap de municipi, Sant Sadurní de l'Heura (112 m s m) és emplaçat en aquest sector vora el límit amb Cruïlles (a menys de 2 km d'aquest poble). Hi passa la carretera local de la Bisbal d'Empordà a Cassà de la Selva, que travessa les Gavarres pel coll de Santa Pellaia i a continuació paral·lela al curs del Daró en un llarga tram.
El poble forma un conjunt de carrers estrets i llargs, amb alguns eixamples o ravals als extrems. Moltes cases tenen llindes de pedra dels segles xviii i xix. L'església parroquial de Sant Sadurní, documentada des del segle xi, és un edifici bastit al segle xviii, de grans dimensions. El municipi comprèn, a més, el raval de Mas Savalls, el poble de Sant Joan Salelles, els veïnats del Pedró, de Banyeres i d'Estravau i l'antic poblet de les Arades.

## Orografia
És el més extens de la comarca amb una superfície de prop de 40 quilòmetres quadrats. El 2009 tenia 209 habitants. S'estén pels vessants septentrionals del massís de les Gavarres fins a les carenes que limiten amb la comarca del Gironès. És, doncs, eminentment muntanyós. El puig del Suro Robat, de 332 m d'altitud, al NW del terme, és el punt més elevat i una fita amb el municipi de Quart d'Onyar (Gironès). Comprèn una gran part de la vall alta del Daró, que travessa el terme de ponent a llevant. El sector de tramuntana és drenat també pel Rissec i la resta del terme per altres petites nombroses torrenteres. Més de la meitat occidental del territori, més accidentada, és ocupada pels boscs d'alzines, suros i pins, característics de les Gavarres. A les clarianes, amb els camps de conreus i pasturatges, hi ha masies i veïnats. El sector NE, més planer, és pràcticament conreat del tot.
El bosc de les Gavarres, del qual es treia fusta, suro i carbó, ja pràcticament no s'explota (només per fusta i en molt poca quantitat). Avui una gran part dels boscs, i fins i tot molts camins de la serra són envaïts pel sotabosc. En els sectors conreats del terme, hom planta principalment farratges, blat de moro i cereals. Hi resten encara algunes vinyes i oliveres. Hi ha una petita zona de regadiu, vora el poble, dedicada a les hortalisses. Hom cria bestia boví i porcí i també oví. L'avicultura ha tingut un increment notable en els darrers anys. També en aquests anys s'establiren algunes petites industries familiars derivades de l'activitat agrícola i ramadera. El lloc pertany a l'àrea d'influència del mercat de la Bisbal d'Empordà.

## Història
La documentació medieval s'hi refereix amb el nom de Sant Sadurní de Saldet o de Salzet, topònim avui oblidat. Per aquest motiu, hom ha atribuït sovint al llogaret de Saldet, del municipi del Ventalló (Alt Empordà), algunes dades històriques relatives a Sant Sadurní. Del 1034 és el document més antic conegut sobre l'església i el poble de Sancti Saturnini de Saltedo, possessió de la mitra de Girona. Es tracta de la venda d'un alou d'aquest terme feta per Miró Ennegó i Girberga al cabiscol de la seu gironina. Dels anys 1052, 1058 i 1064 són altres noticies sobre l'església. Altres documents medievals fan referència al castell de Sant Sadurní de l'Heura i al domini que hi exercien els bisbes. Així, el 1052 el cavaller Amat Vives prestà homenatge al bisbe Berenguer per la fortalesa de Sant Sadurní de Salzet. Des del 1103 al 1213 la família Anglés posseïa el castell de Sant Sadurní en feu dels bisbes, els quals, l'any 1319 encara augmentaren els seus dominis a la rodalia. El 1362 el rei, a causa de les despeses de la campanya de Sardenya, va vendre a l'estament eclesiàstic el dret de bovatge sobre el castell i la parròquia de Sant Sadurní. El lloc fou incorporat a la corona l'any 1442 i li fou atorgada la condició de carrer de Barcelona, decisió contra la qual lluità el bisbe Joan Margarit i Pau (1424-1484).
El nucli històric es troba al peu de les Gavarres, una de les principals fonts de riquesa dels seus habitants al llarg dels segles. De l'antic castell no se n'ha preservat res, tot i que és probable que el campanar vell (una torre romànica quadrada) de l'església formés part de les seves defenses si atenem a les seves característiques de fermesa constructiva que ultrapassa la seva funció de cloquer.

## Rodalies

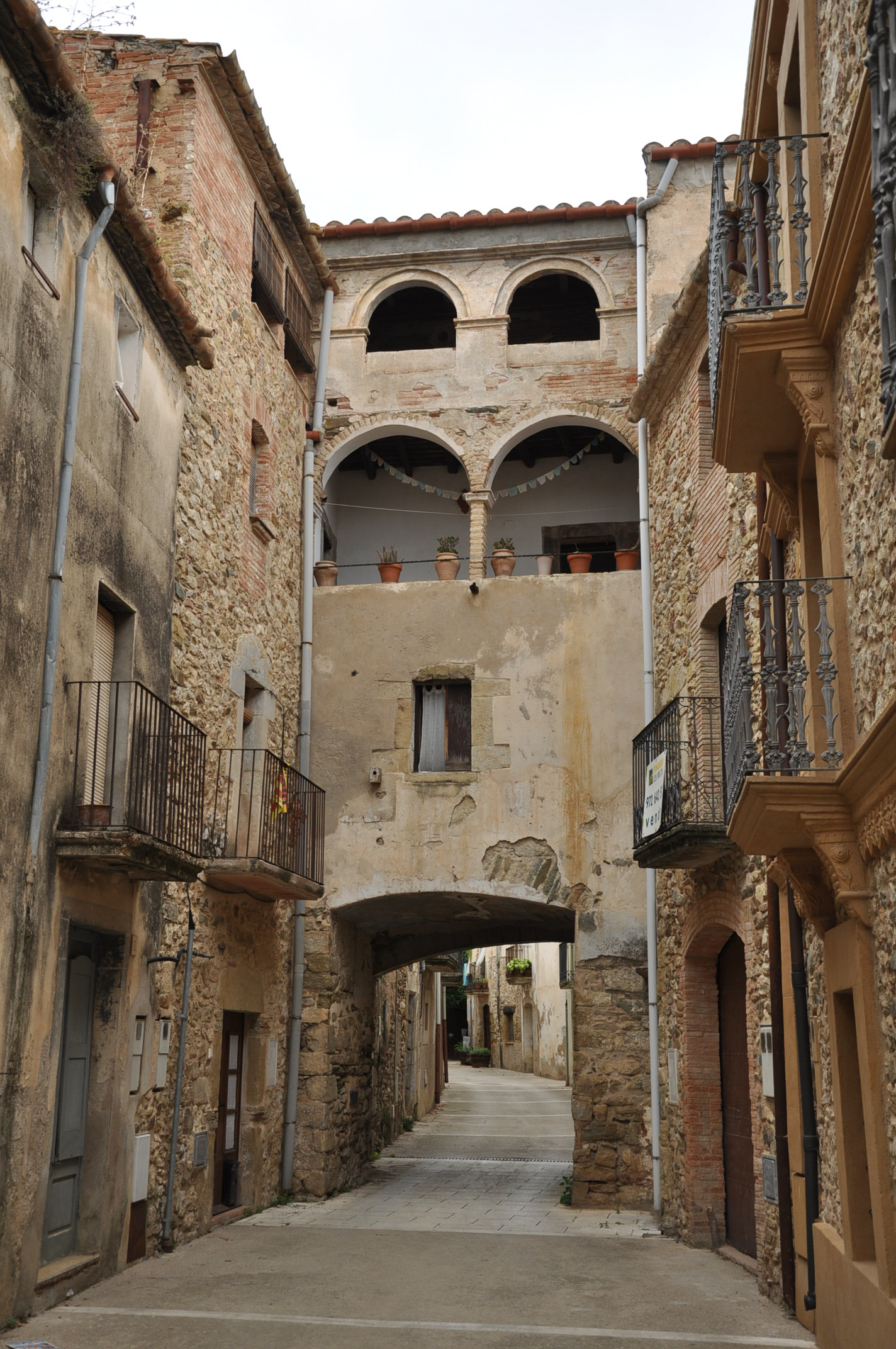
Carrer del centre de Sant Sadurní de l'Heura

El municipi comprèn el raval de Mas Savalls, el poble de Sant Joan de Salelles, els veïnats del Pedró, de Banyeres i d'Estravau i l'antic poble de les Arades que avui és del tot desert. A més hi nombroses masies disperses dels segles XVI-XIX, del tot aïllades i formant petits veïnats, sempre de poblament disseminat. Moltes cases, sobretot al sector boscós, són ja mig arruïnades. Al terme també hi ha alguns masos restaurats en els darrers anys com a segona residència.
El raval del Mas Savalls, de poc més d'una vintena de cases, és només a 700 m del poble, vers el NW; Estravau (o Travau) és 700 m al sud i té poc més d'una dotzena de cases. El Pedró, poc més d'un km al nord-oest, és només una caseria. El veïnat del Rissec, a la dreta d'aquesta riera, 1.2 km al nord del poble, ja tenia 6 focs l'any 1497; l'any 1970 hi vivien 21 persones a les 7 masies encara habitades. El veïnat i antic lloc de Banyeres és al sector muntanyós 3 km a ponent del cap del municipi; té una dotzena de masos habitats i una quarantena d'habitants.
El poble de Sant Joan de Salelles, a poc més d'un km al SE del poble, es troba al límit del terme de Cruïlles, de manera que té masies en ambdós municipis. Segons els censos els habitants resten repartits a parts iguales més o menys.
Sant Sadurní havia estat dividit en els veïnats (vilelles) d'Estrabau, el Rissec, Banyeres i Mas Savalls

## Monuments i llocs d'interès
- Castell de Sant Sadurní
- Església de Sant Sadurní de l'Heura
- Església de Sant Joan de Salelles
- Menhir de Sant Sadurní[5]

## Demografia
Segons el fogatjament de ers el 1380 Sant Sadurní tenia 41 focs del bisbe de Girona i 1 d'aloer. El 1497 havia passat a 67 focs. Tingué un extraordinari creixement durant el segle xix, a causa de la prosperitat agrícola, així l'any 1857 tenia 923 habitants, que és el cens més alt que mai ha assolit. A partir d'aleshores s'esdevé un continu descens que, malgrat una feble recuperació al segon decenni del segle xx, no es detura fins a l'any 1950, que hi havia 483 habitants. Durant el decenni següent hi ha una petita revifalla, produïda per la vinguda d'immigrants atrets pels llocs de treball que ofereixen les indústries terrisseres de la Bisbal (511 h. el 1960). Del 1965 ençà, però, la població va tornar a minvar de forma molt accentuada. Foren abandonades sobretot; moltes de les masies disseminades. El 1970 hi havia només, 371 habitants. El 1975, agrupat amb els municipis de Cruïlles i Monells, tenia 985 habitants i 1060 el 1979. El 2009 el municipi només en tenia 209, i el 2014 tot tres municipis en conjunt en sumaven 1.274.